# Mesinski tjesnac
Mesinski tjesnac (ita. Stretto di Messina, lat. Fretum Siculum)  je morski prolaz između Sicilije na zapadu i Italije na istoku, koji spaja Jonsko i Tirensko more. Tjesnac je 32 kilometra dug i širine je od 3 do 16 kilometara. Maksimalna dubina iznosi 1046 metara i nalazi se na južnom ulazu.
U antičko doba tjesnac je bio poznat kao Fretum Siculum i budio je veliki strah u antičkim mornarima zbog jake plimne struje i vrtloga koji se stvaraju u tjesnacu. Zbog toga su tjesnac povezivali s grčkim mitom o Skili i Haribdi.
Glavne luke su Messina i Reggio di Calabria. Kroz tjesnac prometuju i trajektne linije koje povezuju Messinu na Siciliji s gradovima Reggio di Calabria i Villa San Giovanni na kalabrijskoj obali (Italija).